# Benetton B192
El Benetton B192 es un coche de carreras de Fórmula 1 diseñado por Ross Brawn, Rory Byrne y Willem Toet y pilotado por el equipo Benetton en la temporada 1992 de Fórmula 1.
El coche tuvo un arranque retrasado en 1992, debutando en el Gran Premio de España mientras el equipo se conformaba con una versión mejorada del B191 para las tres primeras rondas.

## Historia
El coche era bastante competitivo y Michael Schumacher y Martin Brundle consiguieron varios podios con él. Schumacher, en su primera temporada completa de F1, alcanzó la mayoría de edad como piloto de Gran Premio cuando ganó el Gran Premio de Bélgica afectado por la lluvia después de que una inteligente estrategia en boxes lo puso en cabeza después de quedarse detrás de Brundle con una breve salida y darse cuenta, al ver los neumáticos de Brundle, de que los neumáticos de lluvia formaban ampollas a medida que la pista se secaba. Brundle estuvo cerca de una posible victoria en el Gran Premio de Canadá, persiguiendo al líder de la carrera, Gerhard Berger, hasta que un problema de transmisión acabó con sus intentos de ganar la carrera. Schumacher terminaría la temporada tercero en la clasificación y Brundle sexto.

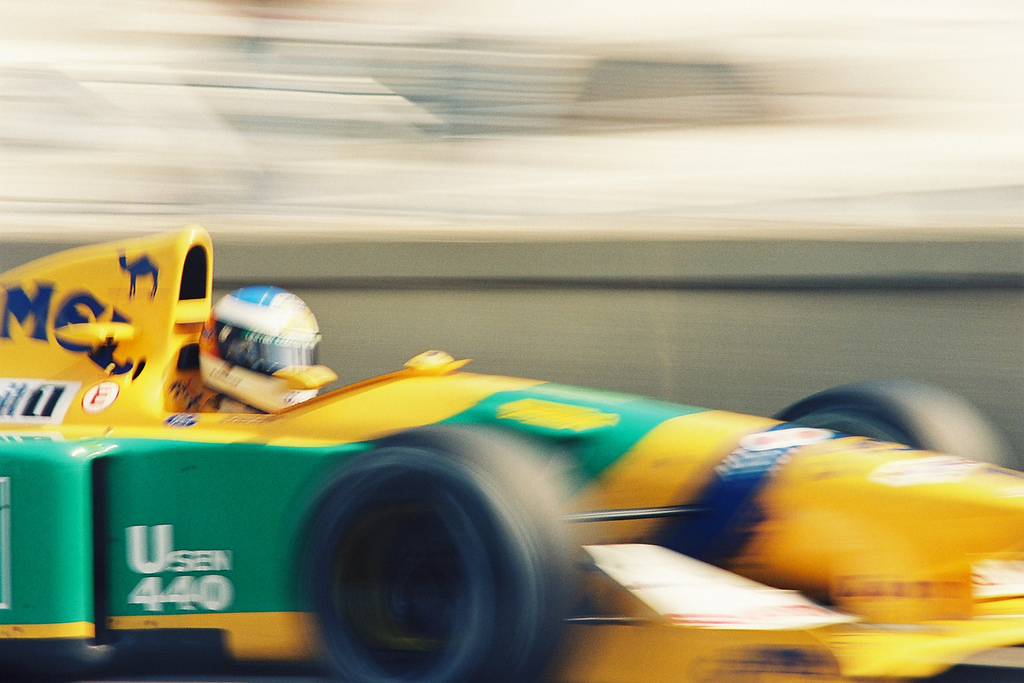
Schumacher conduciendo el B192 en el Gran Premio de Mónaco de 1992.

El coche tenía un chasis ágil y muy bien diseñado y aprovechó al máximo las desventajas heredadas del Ford V8 de baja potencia. No contaba con las sofisticadas ayudas al conductor de sus rivales, careciendo de suspensión activa, ABS, control de tracción y caja de cambios semiautomática.
Cuando Martin Brundle volvió a conducir el B192 en 2008 en Silverstone, recordó que, aunque tenía un poco de cola, era muy cómodo de conducir y dijo: "... Puedo vivir con él, ¡es genial!". Fue una mejora sustancial con respecto al coche del año anterior, que Brundle describió como "muy pesado para la dirección", "un verdadero desafío de conducir... y a veces se sentía como una bañera con una rueda suelta".
Benetton terminó tercero en el Campeonato de Constructores en 1992 después de sumar puntos en todas las carreras de la temporada, con Schumacher terminando tercero en el Campeonato de Pilotos con 53 puntos, por delante del actual campeón mundial Ayrton Senna, quien ganó tres carreras frente a una de Schumacher pero que tuvo problemas con los abandonos.

## Legado
Aunque no fue tan admirado como algunos de sus contemporáneos más exitosos, el B192 fue reconocido como un paso adelante para el equipo Benetton. La filosofía de Rory Byrne de "evolución, no revolución" significó que muchas de las características de este monoplaza se integraran en el diseño de los Benetton 94 y 95 de Schumacher, ganadores del título. La victoria de Schumacher en Bélgica también sería la última victoria de un coche de Fórmula 1 que utiliza una transmisión manual convencional.

## Resultados
(Clave) (negrita indica pole position) (cursiva indica vuelta rápida)

| Año     | Motor   | Neu. | N.º | Pilotos            | 1   | 2   | 3   | 4   | 5   | 6   | 7   | 8   | 9   | 10  | 11  | 12  | 13  | 14  | 15  | 16  | Puntos | Pos. |
| ------- | ------- | ---- | --- | ------------------ | --- | --- | --- | --- | --- | --- | --- | --- | --- | --- | --- | --- | --- | --- | --- | --- | ------ | ---- |
| 1992    | Ford V8 | G    |     |                    | RSA | MEX | BRA | ESP | SMR | MON | CAN | FRA | GBR | GER | HUN | BEL | ITA | POR | JPN | AUS | 91*    | 3.º  |
| 1992    | Ford V8 | G    | 19  | Michael Schumacher |     |     |     | 2   | Ret | 4   | 2   | Ret | 4   | 3   | Ret | 1   | 3   | 7   | Ret | 2   | 91*    | 3.º  |
| 1992    | Ford V8 | G    | 20  | Martin Brundle     |     |     |     | Ret | 4   | 5   | Ret | 3   | 3   | 4   | 5   | 4   | 2   | 4   | 3   | 3   | 91*    | 3.º  |
| Fuente: |         |      |     |                    |     |     |     |     |     |     |     |     |     |     |     |     |     |     |     |     |        |      |

- * 11 puntos obtenidos con el Benetton B191B